# Kiili (gemeente)
Kiili (Estisch: Kiili vald) is een gemeente in de Estische provincie Harjumaa. De gemeente telde 6.709 inwoners op 1 januari 2024 en heeft een oppervlakte van 100,88 vierkante kilometer.
De hoofdplaats van de landgemeente is Kiili, dat de status van alev (grote vlek) heeft. Daarnaast zijn er twee nederzettingen met de status van alevik (vlek): Kangru en Luige. Daarnaast zijn er dertien dorpen. De gemeente heeft naar Estische maatstaven een snel groeiende bevolking.
De libel in het gemeentewapen verwijst naar de plaatsnaam Kiili: kiil betekent libel.

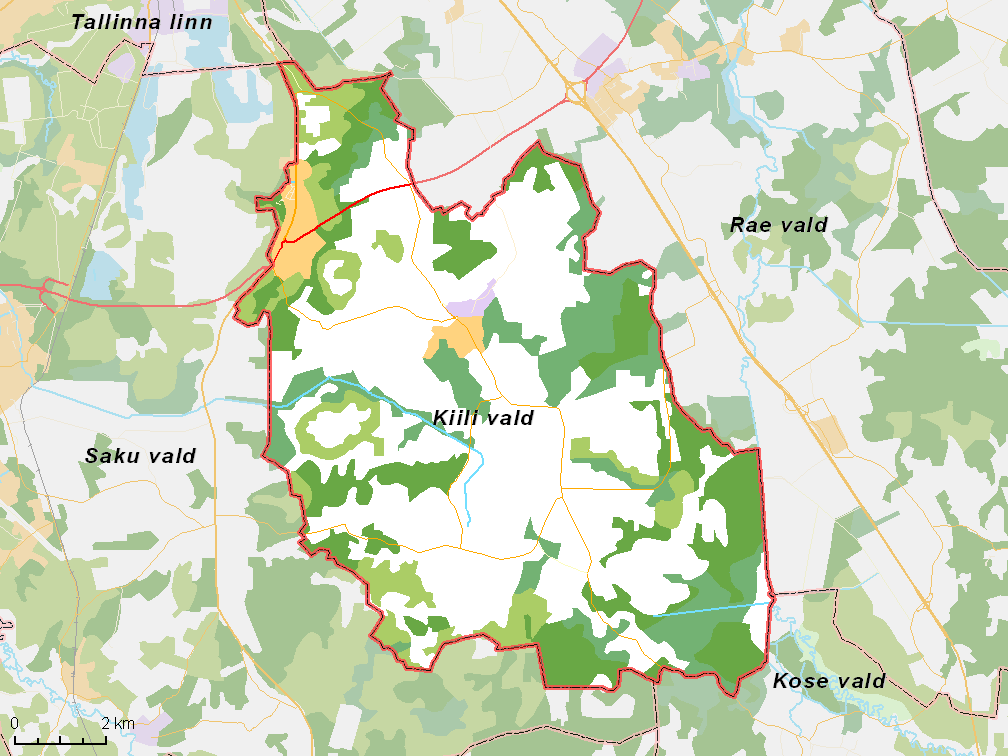
De gemeente met omliggende gemeenten

## Plaatsen
De gemeente telt:
- één plaats met de status van alev (kleine stad): Kiili;
- twee plaatsen met de status van alevik (vlek): Kangru en Luige;
- dertien plaatsen met de status van küla (dorp): Arusta, Kurevere, Lähtse, Metsanurga, Mõisaküla, Nabala, Paekna, Piissoo, Sausti, Sõgula, Sõmeru, Sookaera en Vaela.

Stadsgemeenten: Keila · Loksa · Maardu · Tallinn

Landgemeenten: Anija · Harku · Jõelähtme · Kiili · Kose · Kuusalu · Lääne-Harju · Raasiku · Rae · Saku · Saue vald · Viimsi